# Chris (nome)
Chris  è un nome proprio di persona inglese maschile e femminile.

## Varianti
- Maschili: Kris[1], Cris
- Femminili: Kris[1], Chrissie[1], Chrissy[1]

## Origine e diffusione
È una forma abbreviata di Christopher, Christian, Christina o, più in generale, di nomi che iniziano per chris-.

## Onomastico
L'onomastico si festeggia lo stesso giorno del nome da cui è derivato.

## Persone

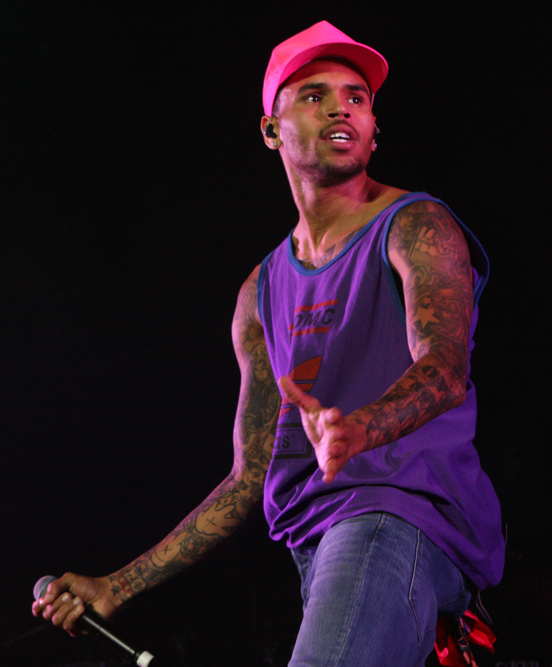
Chris Brown

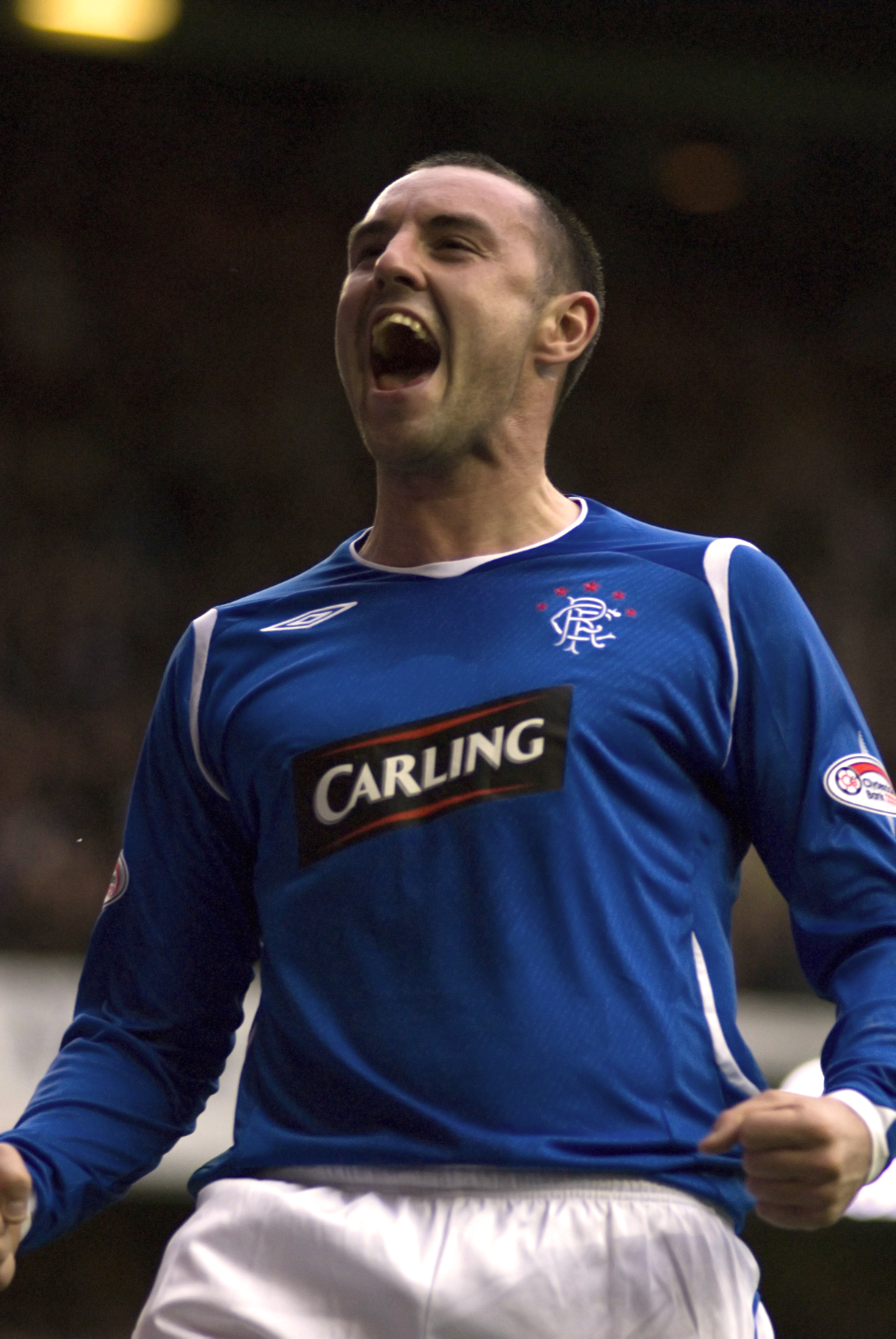
Kris Boyd

### Maschile
- Chris Benoit, wrestler canadese
- Chris Brown, cantante, attore e ballerino statunitense
- Chris Bumstead, culturista canadese
- Chris Colfer, attore, sceneggiatore, regista e produttore cinematografico statunitense
- Chris Evans, attore statunitense
- Chris Hemsworth, attore australiano
- Chris Martin, cantautore, chitarrista e pianista britannico
- Chris Pine, attore statunitense
- Chris Pratt, attore statunitense
- Chris Squire, musicista britannico
- Chris Watson, politico australiano

### Femminile
- Chris O'Neil, tennista australiana

### Variante maschile Kris

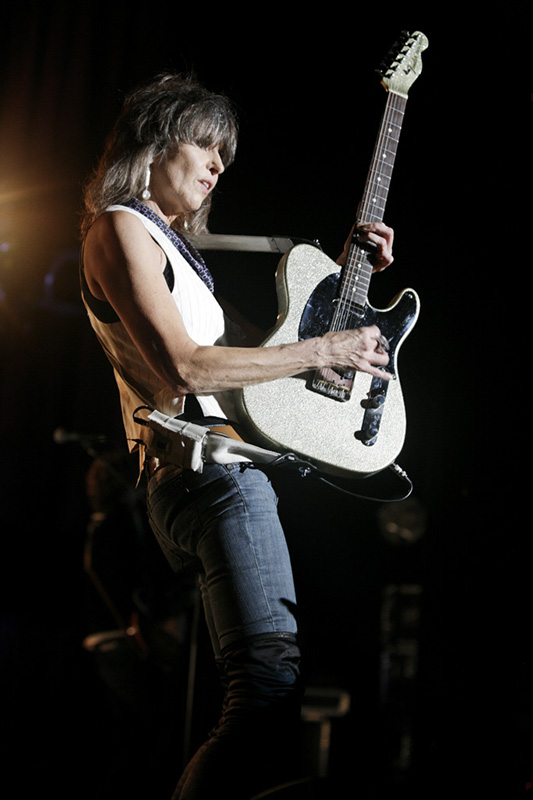
Chrissie Hynde

- Kris Allen, cantautore e musicista statunitense
- Kris Boyd, calciatore scozzese
- Kris Bright, calciatore neozelandese
- Kris Burm, autore di giochi belga
- Kris Draper, hockeista su ghiaccio canadese
- Kris Humphries, cestista statunitense
- Kris Kristofferson, attore, cantante e musicista statunitense
- Kris Marshall, attore britannico

### Varianti femminili
- Chrissie Hynde, cantante statunitense
- Kris Jenner, personaggio televisivo statunitense
- Chrissie Wellington, triatleta britannica
- Chrissie White, attrice britannica

### Variante Cris
- Cris, calciatore brasiliano
- Cris Cab, cantautore statunitense

## Il nome nelle arti
- Kris Munroe è un personaggio della serie televisiva Charlie's Angels.
- Chris è il cane protagonista nei film Beethoven e Beethoven 2.